# Regne Mitjà d'Egipte
L'Imperi mitjà, també anomenat Regne mitjà (c. 2050-1750 aC), s'inicia amb la unificació d'Egipte sota Mentuhotep II, a mitjan dinastia XI; fet que comporta l'acabament del denominat primer període intermedi d'Egipte. Aquesta època comprèn la segona part de la dinastia XI i la dinastia XII i va gaudir d'una florescència de les arts i la literatura i es van viure temps de pau i prosperitat. Tanmateix, l'establiment de grups asiàtics al nord d'Egipte a finals del Regne Mitjà van donar lloc al segon període intermedi d'Egipte.

## Unificació sota la dinastia XI
Després del col·lapse del Regne Antic, Egipte va entrar en un període de dèbil poder faraònic i descentralització anomenat Primer Període Intermedi d'Egipte. Cap al final d'aquest període, dues dinasties rivals van lluitar pel control de tot el país, conegudes en egiptologia com la dinastia X al nord, des d'Heracleòpolis, i part de la dinastia XI al sud d'Egipte des de la primera cascada del Nil fins al Desè Nomós de l'Alt Egipte.

### Mentuhotep II: el primer intent de submissió dels nomarques

Antic Egipte, imperis antic i mitjà

La lluita entre la dinastia X al nord i la dinastia XI al sud la va concloure Mentuhotep II, que va pujar al tron tebà l'any 2055 aC. Durant el catorzè any de regnat de Mentuhotep II, va aprofitar una revolta al nomós Thinita per llançar un atac a Heracleòpolis, que va trobar poca resistència. Després de derrocar els últims governants de la dinastia X, Mentuhotep va començar a consolidar el seu poder sobre tot Egipte, un procés que va acabar el seu 39è any de regnat. Per aquesta raó, Mentuhotep II és considerat com el fundador del Regne Mitjà.
Tot i la unificació, sota els governants tebans, els nomarques continuaven gaudint de bastant poder dins de les seves terres al començament del període. El primer objectiu de Mentuhotep, després d'haver conquerit la ciutat d'Heracleòpolis, va ser aconseguir la dominació efectiva en tot el regne. Per tal d'aconseguir-ho, va realitzar una sèrie d'intervencions polítiques en els nomós: deposà governadors deslleials o rebels i els reemplaçà per súbdits fidels, directament designats pel faraó, o s'assegurà la submissió dels altres, sense destituir-los, a més de premiar els addictes. Així mateix, subordinà el nomós d'Heracleòpolis (rival de Tebes durant el període intermedi) a la ciutat veïna d'Heliòpolis, antic centre religiós.
També va imposar presència militar i va organitzar el sistema administratiu: va restituir els inspectors reials (especialment, a Heracleòpolis) i el càrrec de djati (primer ministre), i va nomenar governadors directes al Baix Egipte, al desert oriental i en la frontera amb Núbia. Malgrat tot, en molts nomós, principalment de l'Egipte mitjà, només va aconseguir establir un sistema de tipus gairebé feudal, és a dir, de simple llaç de fidelitat nomarca-faraó, sense un govern central directe. A més, el rei era assessorat per l'anomenat consell de grans. Tot això feia impossible un veritable poder absolut, com el de l'Imperi antic, i no s'aconseguia tampoc una dominació plena. Mentuhotep va intentar donar la imatge de rei de tot Egipte, com a entitat política i cultural, mitjançant l'adopció de símbols de l'Imperi antic, com el fet de considerar-se fill de Ra. Pel que fa a la seva activitat militar, va centrar les seves campanyes a Núbia, amb l'objectiu de restablir les rutes comercials i l'explotació minera. L'altre focus d'atenció exterior va ser reforçar les fronteres del delta del Nil per impedir infiltracions de pobles nòmades.

### Mentuhotep III
Mentuhotep III va succeir al seu pare Mentuhotep II al tron, sent relativament vell quan va accedir al tron i va regnar durant set anys. Malgrat la seva curta durada, el regnat de Mentuhotep és conegut per la seva expedició al País de Punt i les innovacions arquitectòniques.

## Dinastia XII
La dinastia XI va desaparèixer després d'una successió de reis febles, fet que va desencadenar una crisi successòria.

### Amenemhet I
El djati Amenemhet, originari de l'Alt Egipte, va aconseguir finalment imposar-se després de derrotar un pretendent al tron sorgit a la regió de Núbia. Amenemhet I (1991-1962 aC) va justificar la seva ascensió mitjançant la denominada profecia de Neferti:
"Llavors un rei vindrà del sud, Ameny de nom, fill de la dona de Ta-Seti, fill de l'Alt Egipte".
Amenemhet I va reforçar activament el centralisme monàrquic, per a la qual cosa va modificar l'extensió dels nomós, va deposar els nomarques que no eren del seu gust, i també va modificar o suprimir les antigues institucions polítiques i judicials en les quals tenia cabuda la noblesa. Es va traslladar la capital de Tebes a Itytawi, propera a l'Al-Lisht, a l'Egipte mitjà. Això li va permetre d'imposar un governador no hereditari a Tebes, la capital de l'anterior dinastia, i contenir les ambicions de la noblesa de l'Alt Egipte i del clergat d'Amon a Tebes.
Amenemhet I, en el seu any 20è de regnat, va nomenar corregent el seu fill Senusret I, per evitar problemes successoris i que el traspàs de poder fos progressiu. Així, es va establir la pauta de successió seguida per la dinastia. De tota manera, el final del regnat d'Amenemhet I va ser violent, ja que va morir assassinat per una conspiració de l'harem. No obstant això, Senusret I, que es trobava combatent contra els libis, es va imposar, i la línia dinàstica no es va interrompre. Aquest fet seria inspiració de diverses obres: Instruccions d'Amenemhet I al seu fill Senusert I (anàlisi política) i Història de Sinuhé, obra cabdal de la literatura egípcia.

### Senusret I
Senusret I va tornar al palau reial de Memphis després d'una campanya militar a Líbia després de conèixer l'assassinat del seu pare, i va continuar les polítiques expansionistes agressives del seu pare contra Núbia amb dues expedicions als seus 10è i 18è anys i va establir la frontera sud d'Egipte prop de la segona cascada del Nil, on va col·locar una guarnició i una estela de la victòria. També va organitzar una expedició a un oasi del desert occidental. Va establir relacions diplomàtiques amb alguns governants de ciutats de Síria i Canaan. Va intentar centralitzar l'estructura política del país donant suport als nomarques que li eren lleials. La seva piràmide es va construir a Lisht.

### Amenemhet II
Del regnat d'Amenemhet II es coneix una expedició militar a Àsia, la destrucció de dues ciutats, Iuai i Iasy, la ubicació de les quals encara es desconeix, i l'arribada de tributaris d'Àsia i Cuix. Sota Amenemhat II es coneixen diverses expedicions mineres: almenys 3 al Sinaí, una al Wadi Gasus (any 28) i una a la recerca d'ametistes al Wadi el-Hudi. Se sap que va ordenar obres de construcció a Heliopolis, Herakleopolis, Memfis, al delta oriental, i va reconstruir un temple en ruïnes a Hermòpolis.

### Senusret II
Senusret II va governar des del 1897 aC fins al 1878 aC amb un gran interès per la regió de l'oasi del Faium i va començar a treballar en un extens sistema de reg des de Bahr Yussef fins al Birket Qarun mitjançant la construcció d'un dic a El-Lahun i l'addició d'una xarxa de canals de drenatge. L'objectiu del seu projecte era augmentar la quantitat de terra cultivable en aquesta zona. La importància d'aquest projecte es subratlla amb la decisió de Senusret II de traslladar la necròpolis reial de Dahshur a El-Lahun on va construir la seva piràmide. Aquesta ubicació continuaria sent la capital política de les dinasties XII i XIII d'Egipte. El rei també va establir el primer barri obrer conegut a la propera ciutat de Senusrethotep (Kahun). A diferència del seu successor va mantenir bones relacions amb els diferents nomarques que eren gairebé tan rics com el faraó.

### Senusret III

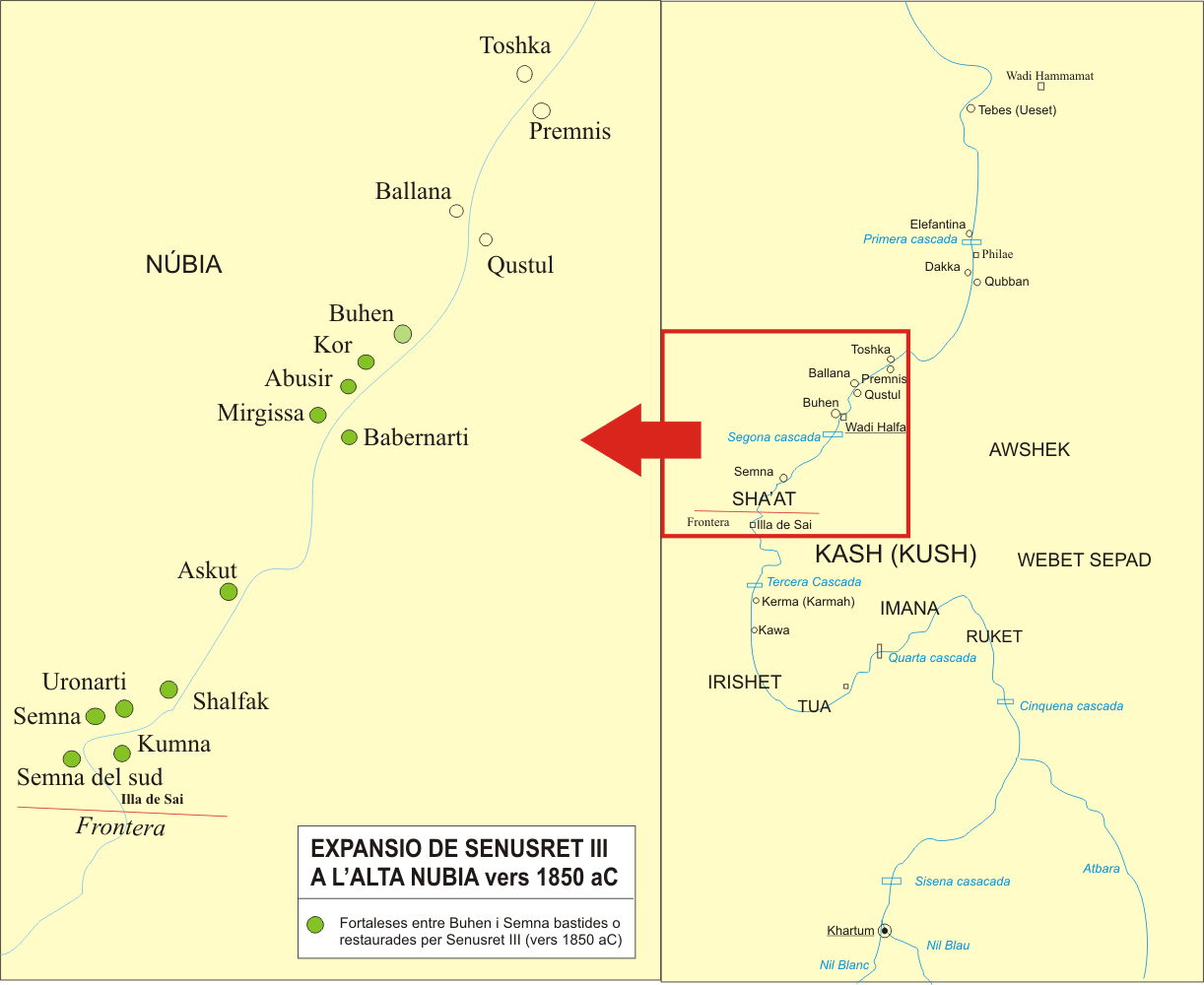
Les conquestes de Senusret III a Núbia i les fortaleses al sud de Buhen fins a Semna

Senusret III es considera el governant egipci més poderós de la dinastia XII i és considerat com una de les fonts de la llegenda sobre Sesostris. Les seves campanyes militars van donar lloc a una era de pau i prosperitat econòmica que va reduir el poder dels governants regionals i va provocar un renaixement de l'artesania, el comerç i el desenvolupament urbà. Senusret III va ser un dels pocs reis egipcis que van ser divinitzats i honrats amb un culte durant la seva mateixa vida.

### Amenemhet III
Amenemhet III va ser elevat al tron com a corregent pel seu pare Senusret III, amb qui va compartir el tron com a rei actiu durant vint anys en els que Egipte va assolir el zenit cultural i econòmic del regne Mitjà i les agressives polítiques militars i domèstiques van tornar a sotmetre Núbia i arrabassar el poder als nomarques permetent a Amenemhat III heretar un Egipte estable i pacífic. Va dirigir els seus esforços cap a un extens programa de construcció amb especial atenció a l'Oasi del Faium. Va construir per a ell dues piràmides a Dahshur i Hawara, i es va convertir en el primer faraó des de Snefru a la dinastia IV a construir-ne més d'una. Per adquirir recursos per al programa de construcció, Amenemhat III va explotar les pedreres d'Egipte i el Sinaí per obtenir turquesa i coure. Altres llocs explotats inclouen les pedreres d'esquist de Wadi Hammamat, ametista de Wadi el-Hudi, pedra calcària fina de Tura, alabastre de Hatnub, granit vermell d'Assuan i diorita de Núbia. Hi ha poques evidències d'expedicions militars durant el seu regnat, encara que n'hi ha una de petita a Kumma en el seu novè any de regnat. També va enviar un grapat d'expedicions a Punt. Cap al final del seu regnat va instituir una corregència amb Amenemhet IV.

### Amenemhet IV
Amenemhet IV va governar menys de deu anys, vers el 1800 aC fins al 1790 aC. Se suposa que estava casat amb la seva germanastra Sobekneferu (filla segons alguns). Probablement va construir una piràmide a Mazghuna on no s'ha trobat cap nom però per l'edat del monument correspondria a la seva època. També se sap que va completar la construcció d'alguns temples que ja eren en construcció quan va arribar al tron. Durant el seu regnat van haver importants relacions comercials amb Biblos i va mantenir les posicions que els egipcis tenien a Núbia.

### Sobekneferu
En morir el seu marit Amenemhet IV, Sobekneferu fou proclamada reina però, com era tradicional, ho fou com a regent d'un menor d'edat, presumiblement un fill o parent proper d'Amenemhet IV. Així, se la suposa mare dels dos iniciadors de la dinastia XIII d'Egipte: Sobekhotep I i Sebenef. En el papir de Torí diu que va governar durant tres anys, deu mesos i vint-i-quatre dies vers 1790 aC a 1785 aC, tot i que alguns estudiosos afirmen que el seu regnat es va allargar fins als cinc anys. Als quatre anys, fou proclamat rei Sobekhotep I, que va iniciar la dinastia XIII i el Segon període intermedi d'Egipte.

## Col·lapse del Regne Mitjà

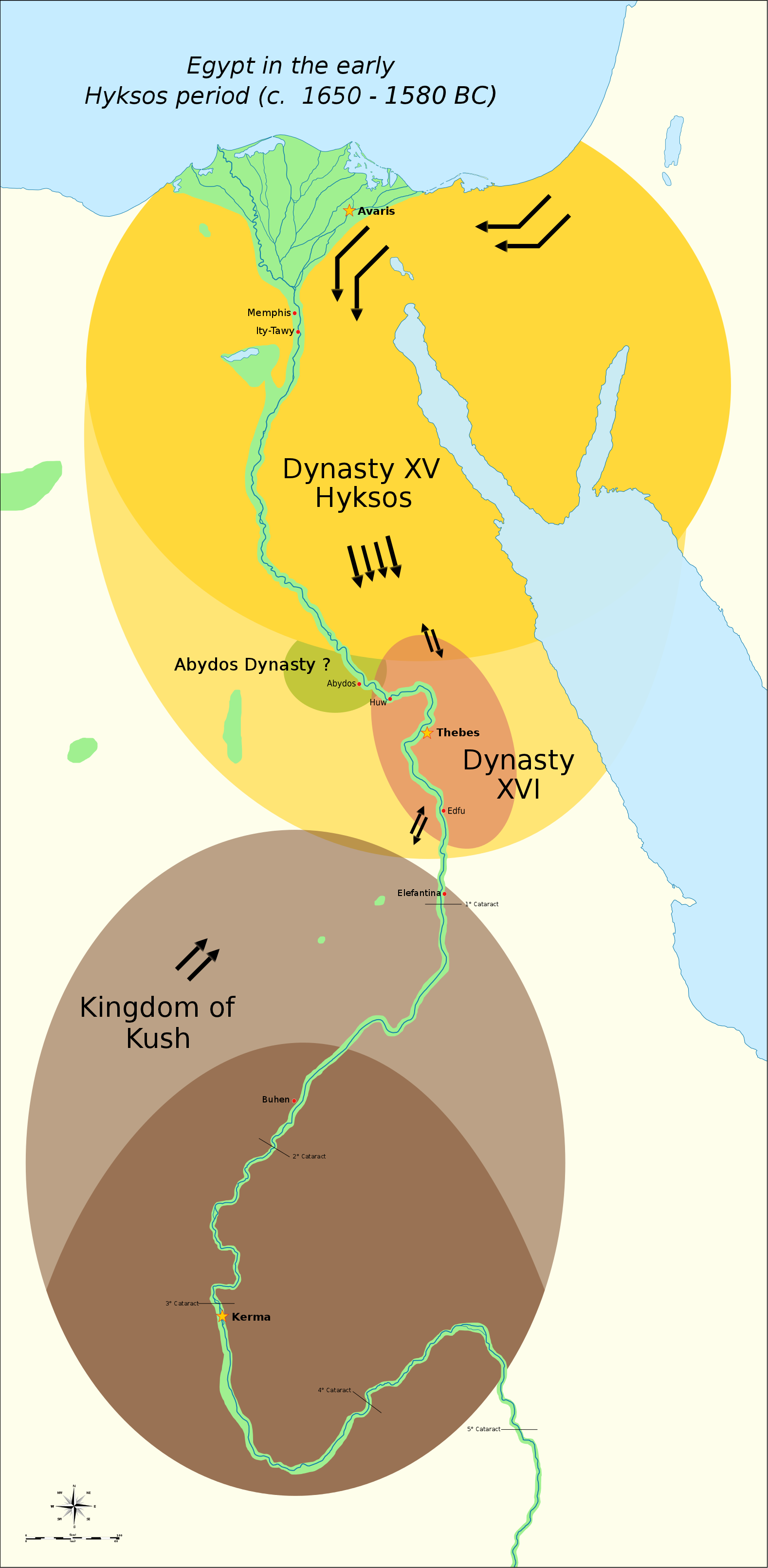
Segon Període Intermedi d'Egipte

Menys de deu anys després de la mort d'Amenemhet III la dinastia XII va acabar i va ser substituïda per la dinastia XIII, molt més feble. Encara que els dos primers governants d'aquesta nova dinastia podrien haver estat fills d'Amenemhat IV, la inestabilitat política es va consolidar ràpidament i els reis poques vegades van governar més d'un parell d'anys. Alguns libis havien estat acceptats durant el regnat d'Amenemhet III en el territori egipci per treballar en l'agricultura o la mineria, però l'afluència de pobles nòmades de la perifèria especialment libis i asiàtics al delta del Nil es va accelerar durant el regnat d'Amenemhet IV, i va quedar completament descontrolada. Aquests pobles, a causa dels canvis climàtics i a la inestabilitat política egípcia, es van endinsar a la vall del Nil, per aprofitar la seva fertilitat. D'altres, a causa de les guerres civils entre els nomós, es van allistar com a mercenaris auxiliars de l'exèrcit.
Amb la dinastia XIII, la població asiàtica del Delta va fundar un regne independent governat per reis d'ascendència cananea, que es coneix com la dinastia XIV i va regnar des d'Àvaris. Uns 80 anys després del regnat d'Amenemhat IV, l'administració de l'estat egipci sembla haver-se enfonsat completament i va marcar l'inici del Segon Període Intermedi d'Egipte.

## Cuix (Núbia)
L'activitat militar exterior va començar a desenvolupar-se plenament cap al final del regnat d'Amenemhet I (durant la corregència del seu fill Senusret I), un cop apaivagats els conflictes interns. A Cuix, es realitzaren campanyes periòdiques en les quals es prenien els enclavaments d'accés a les mines d'or, coure i pedra (alabastre, diorita) i s'establiren guarnicions militars permanents i colònies egípcies, amb la qual cosa s'inicià el procés de penetració cultural. El faraó més actiu pel que fa a l'expansió cap a Cuix fou Senusret I (1962-1928), que arribà a la tercera cascada. La principal fortalesa i guarnició es va construir a Buhen, a l'alçada de la segona cascada del Nil. Senusret III (1878-1842), al seu torn, va dirigir activament la construcció de fortaleses.
La província de Cuix depenia del governador de Siena, situada al punt més austral de l'Alt Egipte. Més tard, arran de les reformes administratives de Senusret III, Cuix dependria d'un visir propi.

## Al-Faium
Al-Faium és el nom modern d'un oasi que sorgeix a l'oest del riu Nil a partir d'un dels seus braços. Els seus noms egipcis eren Mer-uer (traduït al grec com a Moeris) i Sha-resy. Un dels principals objectius econòmics de la dinastia XII va ser potenciar-ne el rendiment agrícola. Ja el trasllat de la capital a Itytauy, sota Amenemhet I, reflecteix l'especial interès per la regió; i de Senusret I (c. 1962-1928) hi ha constància de l'expansió agrícola, paral·lelament a la realització d'obres de regadiu i regulació de les aigües, i a la construcció de noves ciutats. Gràcies a les obres de reg, es va assolir un gran desenvolupament del cultiu de blat, lli i vinya; també destacava l'explotació pesquera. El més ambiciós projecte d'irrigació data del regnat de Senusret II (c. 1895-1878), que incloïa un dic amb rescloses per al drenatge, i activitat urbanística. El projecte hidràulic seria finalitzat durant el regnat d'Amenemhet III (c. 1842-1797). Aquest últim és el regnat més pròsper de la dinastia XII, a causa en gran part de les grans inundacions que s'hi van registrar. La principal ciutat del Faium era Crocodilòpolis (nom grec) o Per-Sebek (nom egipci; ambdós signifiquen 'Ciutat del cocodril'). Era el principal centre de culte a Sobek, el déu cocodril; de fet, l'oasi tenia una important quantitat de cocodrils. L'especial interès d'Amenemhet III per aquesta zona es va veure reflectit en la construcció del seu propi complex funerari (molt admirat pels grecs, i conegut per ells com a «El Laberint»), no gaire lluny de la zona, o en l'erecció de dues estàtues seves a l'entrada del canal que unia l'oasi amb el Nil.

## Característiques culturals i artístiques

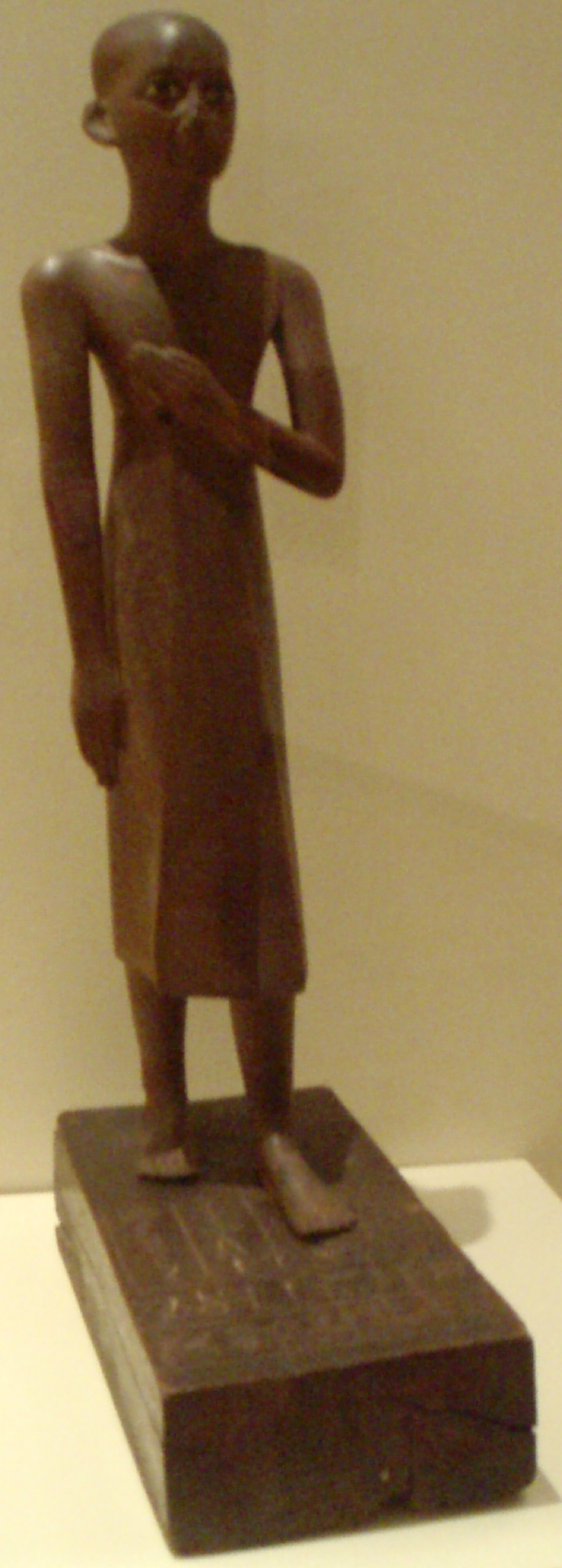
Estatueta d'Iby-ref, nomarca de l'Imperi mitjà

La principal característica de l'Imperi mitjà, en contrast amb períodes anteriors, fou que, malgrat el centralisme polític, s'observa en les expressions artístiques una tendència cap a una representació "humanitzada" de la reialesa. L'art de l'Imperi mitjà es caracteritza -en general- pel major realisme i, en particular, en els retrats; aquest mateix criteri, el va imitar la noblesa egípcia.
Una de les grans fites culturals d'aquest període van ser les obres literàries narratives, que inclouen, profecies, contes morals i himnes. Les més conegudes son, l'abans esmentada Història de Sinuhé i el Conte del nàufrag.

## Canvis religiosos
En la religió, s'observa el gran ascens dels déus de Tebes, la nova capital, en particular Amon. Cada ciutat tenia una tríada de déus (en general, una tríada divina consta d'un pare, una mare i un fill), en el cas de Tebes eren Amon-Mut-Khonsu. Amon es va convertir en déu protector de la monarquia i de l'estat, i els grans sacerdots d'Amon adquiriren gran influència.

## Activitat comercial
Destaca la relació amb els dos centres comercials més importants de la Mediterrània oriental: l'illa de Creta (en l'actual Grècia) i la ciutat de Biblos (en l'actual Líban). Creta era la principal potència naval de l'època, i la seva principal producció era la ceràmica, molt estimada a Egipte. Biblos proveïa Egipte de fusta, i la seva relació oscil·lava entre l'aliança comercial i el vassallatge. De fet, Senusret III (1878-1842 aC) va realitzar campanyes militars contra Biblos, que permeteren l'establiment de l'hegemonia egípcia a la regió.
Un altre dels principals fronts comercials era la mar Roja. El principal client era Punt (identificat amb l'actual Somàlia), país productor d'encens, un producte que arribava a Egipte a través dels ports de la mar Roja. En el regnat de Senusret I (c. 1962-1928 aC), es va construir un canal que unia la mar Roja amb un dels braços del Nil, un fet que possibilitava la connexió entre les mars Roja i Mediterrània.
També es va promoure l'activitat comercial amb Cuix, tot i que el principal interès dels egipcis era la seva explotació minera.
El regnat d'Amenemhet II (c. 1928-1895 aC) és considerat el més pròsper pel que fa a comerç internacional de la dinastia XII.

## Literatura
Richard B. Parkinson i Ludwig D. Morenz van descriure aquesta literatura egípcia antiga, definida de manera propera com belles-lettres ("bella escriptura")—no es van registrar en forma escrita fins a principis de la dinastia XII. Els textos de l'Antic Imperi van servir principalment per mantenir els cultes divins, preservar les ànimes en el més enllà i documentar els comptes d'usos pràctics a la vida quotidiana. No va ser fins a l'Imperi Mitjà que es van escriure textos amb finalitats d'entreteniment i curiositat intel·lectual. Parkinson i Morenz també especulen que les obres escrites de l'Imperi Mitjà eren transcripcions de la literatura oral de l'Imperi Antic. Se sap que una mica de poesia oral es va conservar en escrits posteriors; per exemple, les cançons dels portalliteres es van conservar com a versos escrits a les inscripcions de tombes de l'Antic Imperi.
També es creu que el creixement de la classe mitjana i el creixement del nombre d'escribes necessaris per a l'expansió de la burocràcia sota Senusret II van ajudar a estimular el desenvolupament de la literatura de l'Imperi Mitjà. Els antics egipcis posteriors van considerar la literatura d'aquesta època com a "clàssica", i eren prou populars per ser copiats àmpliament després. També es van crear moltes obres filosòfiques en aquesta època, inclosa la Disputa entre un home i el seu ba on un home infeliç conversa amb la seva ànima, La sàtira dels oficis en què es lloa el paper de l'escriba per sobre de totes les altres feines, i els contes màgics suposadament explicats al faraó de l'Antic Imperi Khufu al Papir de Westcar.
Els faraons de la dinastia XII fins a la XVIII se'ls atribueix la conservació d'alguns dels papirs més interessants dels egipcis:
- 1950 aC: Tauleta de fusta d'Akhmim
- 1950 aC: Papirs Heqanakht
- 1800 aC: Papir de Berlín 6619
- 1800 aC: Papir matemàtic de Moscou
- 1650 aC: Papir de Rhind
- 1600 aC: Papir Edwin Smith
- 1550 aC: Papir Ebers